# Käte Müller
Käte Müller (* 11. Januar 1931 in Leipzig) ist eine deutsche Malerin und Grafikerin.

## Leben und Werk
Käte Müller studierte von 1949 bis 1950 in Leipzig an der Kunstgewerbeschule und anschließend bis 1955 bei Elisabeth Voigt und Albert Kapr an der Hochschule für Grafik und Buchkunst. Seitdem ist sie in Leipzig freiberuflich tätig, wobei sie erst in den 1970er Jahren ganz zur Malerei fand.
Käte Müller war mit dem Maler Gerald Müller-Simon verheiratet.

## Mitgliedschaften
- 1955 bis 1990: Verband Bildender Künstler der DDR
- Seit 1990: Bund Bildender Künstler Leipzig (BBKL)

## Werke (Auswahl)
- Illustrationen für ein Kinderbuch (Papierschnitte, 25 × 22 cm; 1958/1959 ausgestellt auf der Vierten Deutschen Kunstausstellung) u. a.[1][2]
- Die Solistin (Öl auf Hartfaser, 20 × 15 cm, 1975; Kunsthalle der Sparkasse Leipzig)[3]
- Kleine Gärtnerei (Öl auf Hartfaser, 19 × 23 cm, 1978; Kunsthalle der Sparkasse Leipzig)[4]
- Drei Platanen (Öl auf Hartfaser, 22 × 20 cm, 1996; Kunsthalle der Sparkasse Leipzig)[5]
- Hinter den Kulissen (Öl auf Hartfaser, 21 × 25,5 cm, 1999; Kunsthalle der Sparkasse Leipzig)[6]

## Ausstellungen (unvollständig)

### Einzelausstellungen
- 1987: Leipzig, Klub & Galerie Nord („Die Roßlauer Straße stellt aus. Reinhard Bernhof, Käte Müller, Gerald Müller-Simon, Ursula Walch, Hans-Joachim Walch, Ino Zimmermann, Paul Zimmermann.“)[7]
- 2007: Glauchau, Galerie Art Gluchowie[8]

### Ausstellungsbeteiligungen
- 1958/1959, 1977/1978, 1982/1983 und 1987/1988: Dresden, Deutsche Kunstausstellung bzw. Kunstausstellungen der DDR
- von 1961 bis 1985: Leipzig, fünf Bezirkskunstausstellungen
- 1982, 1986 und 1990: Fürstenwalde („DDR-Miniaturen“)